# Оруч Бег
Оруч-бег је био османски историчар из 15. века.

## Живот и каријера
Из његовог личног живота готово ништа није познато. На основу података у уводу његове хронике, верује се да је био службеник рођен у Једрену и да је његов отац био произвођач свиле.

## Радови
Дело Оруч-бега назива се Oruç Bey Tarihi („Историја Оруч-бега“), понекад називано слично другим османским хроникама „Tevarih-i Al-i Osman“ (Историја османске династије). Написано је на османском турском језику и описује османску историју до Хиџире. Његова хроника се сматра важним извором за историју раног Отоманског царства.
У предговору за своју Хронику, себе описује као Катиб ал-Едреневи / كاتب الادرنوى, „секретар у Једрену“. Његов отац је био трговац свилом (казаз). Његов живот може се класификовати на основу потврде коју је 1970. године пронашла Ирен Стајнхер. Овај документ је издат 905. године хиџире (исламски календар). Своју хронику написао је током владавине Бајазита II.
У овој хроници познато је шест рукописа, од којих је један у Турској, а пет у западним библиотекама. Османски учењак, хроничар звани Ибн Кемал, користио је списе као основу за историју Бајазита коришћену његовом делу Tevârîh-i Âl-i Osmân (историја османске династије).
Чак и ако је адаптација Ибн-Кемала убрзо учинила оригинал заборављеним због његове стилске виртуозности, оригинални текст за историчаре има велику вредност. Матерњи језик препун наративних детаља (олује, поплаве, пожари) и пружа детаљну слику османског живота у то време.